# Саут Ла Палома (Тексас)
Саут Ла Палома (енгл. South La Paloma) насељено је место без административног статуса у америчкој савезној држави Тексас.

## Демографија
По попису из 2010. године број становника је 345.
| Група             | 2000.    | 2010.       |
| Белци             | 0 (0,0%) | 160 (46,4%) |
| Афроамериканци    | 0 (0,0%) | 0 (0,0%)    |
| Азијати           | 0 (0,0%) | 0 (0,0%)    |
| Хиспаноамериканци | 0 (0,0%) | 184 (53,3%) |
| Укупно            | 0        | 345         |